# جاذبه (ترانه پیکسی لات)
«جاذبه» تک‌آهنگی از هنرمند اهل بریتانیا پیکسی لات است که در سال ۲۰۱۰ میلادی منتشر شد.